# Javier Pérez de Cuéllar
Javier Felipe Ricardo Pérez de Cuéllar y de la Guerra (19 tháng 1 năm 1920 - 4 tháng 3 năm 2020) là nhà ngoai giao người Peru đã làm Tổng Thư ký Liên Hợp Quốc từ ngày 1 tháng 1 năm 1982 tới ngày 31 tháng 12 năm 1991. Năm 1995, ông đã tranh cử chức tổng thống Peru với Alberto Fujimori nhưng bị thua. Ông đã làm thủ tướng, cũng như bộ trưởng bộ ngoại giao Peru từ tháng 11 năm 2000 tới tháng 7 năm 2001, trong thời kỳ bất ổn sau khi Fujimori từ chức vì bị cáo buộc tội tham nhũng. Tháng 9 năm 2004, ông từ chức đại sứ của Peru ở Pháp, nơi ông đã cư ngụ trước đây. Sau khi Kurt Waldheim qua đời trong tháng 6 năm 2007, ông trở  thành cựu Tổng thư ký Liên Hợp Quốc cao niên nhất. Ông cũng là thành viên của Câu lạc bộ Madrid, một nhóm gồm hơn 80 cựu tổng thống và cựu thủ tướng của các nước dân chủ, làm việc để củng cố nền dân chủ trên toàn thế giới.

## Tiểu sử

### Thời niên thiếu
Javier Pérez de Cuéllar sinh ngày 19 tháng 1 năm 1920 ở thành phố Lima, Peru. Ông học ở Colegio San Agustín of Lima (Trường trung học thánh Augustin ở Lima), sau đó là Pontifical Catholic University of Peru (Đại học Giáo hoàng Công giáo ở Peru).

### Sự nghiệp ngoại giao
Pérez de Cuéllar làm việc ở Bộ ngoại giao Peru năm 1940 và bắt đầu công tác ngoại giao từ năm 1944, sau đó làm bí thư ở tòa đại sứ Peru tại Pháp. Ông cũng đảm nhận các chức vụ khác ở Vương quốc Anh, Bolivia và Brasil, sau đó làm đại sứ ở Thụy Sĩ, Liên Xô, (đồng thời ở Ba Lan), và Venezuela.
Ông là thành viên cấp dưới trong phái đoàn Peru tham dự khóa họp thứ nhất của Đại hội đồng Liên Hợp Quốc, họp ở Luân Đôn năm 1946, và là thành viên của các phái đoàn Peru tham dự các khóa họp từ thứ 25 tới thứ 30 của Đại hội đồng Liên Hợp Quốc. Năm 1971, ông được bổ nhiệm làm đại diện thường trực của Peru tại Liên Hợp Quốc, và lãnh đạo phái đoàn Peru tham dự mọi khóa họp của Đại hội đồng Liên Hợp Quốc từ năm này tới năm 1975.
Năm 1973 và 1974, ông đại diện Peru ở Hội đồng Bảo an Liên Hợp Quốc, làm chủ tịch Hội đồng này trong thời kỳ xảy ra các biến cố ở Cộng hòa Síp trong tháng 7 năm 1974. Ngày 18.9.1975, ông được bổ nhiệm làm Đại diện đặc biệt của Tổng Thư ký Liên Hợp Quốc ở Cộng hòa Síp tới tháng 12 năm 1977; sau đó ông trở lại ngành ngoại giao Peru.
Ngày 27.2.1979, ông được bổ nhiệm chức Phó Tổng thư ký Liên Hợp Quốc phụ trách các vụ chính trị đặc biệt. Từ tháng 4 năm 1981, trong khi vẫn giữ chức này, ông kiêm thêm chức đại diện cá nhân của Tổng thư ký Liên Hợp Quốc theo dõi tình hình liên quan tới Afghanistan. Trong chức vụ này, ông đã tới thăm Pakistan và Afghanistan trong tháng 4 và tháng 8 năm 1981 để tiếp tục các cuộc đàm phán theo sáng kiến của Tổng thư ký Kiên Hiệp Quốc mấy tháng trước đây.

### Tổng thư ký Liên Hợp Quốc

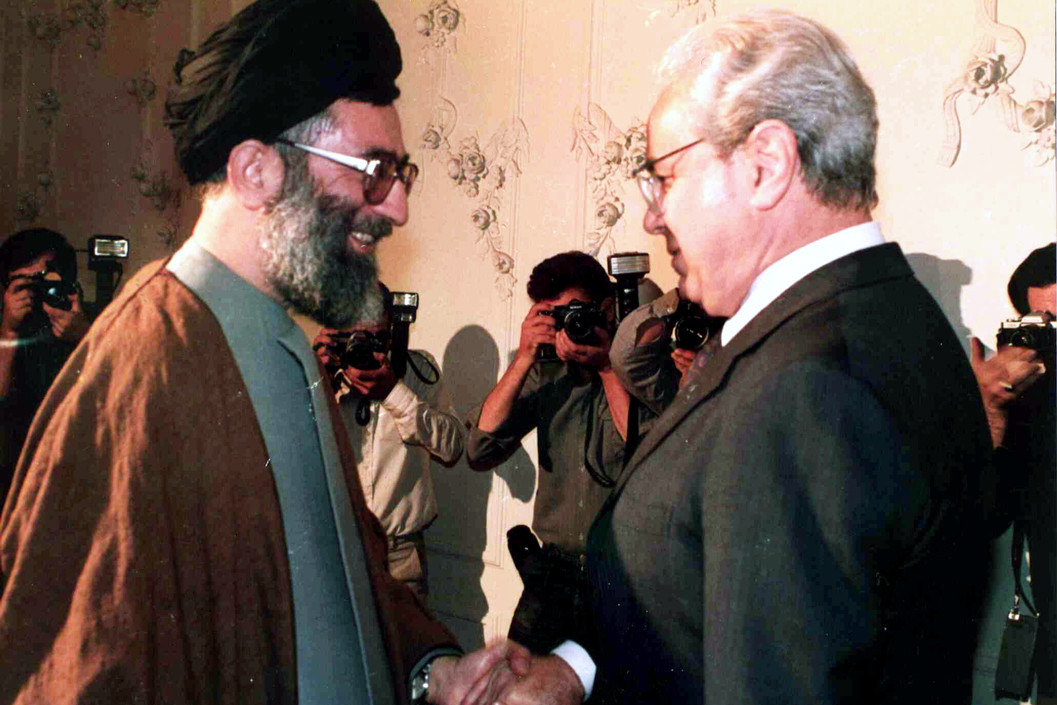
Pérez de Cuéllar và Lãnh tụ Tối cao Iran Ali Khamenei, 13 tháng 9 năm 1987, Tehran

Pérez de Cuéllar, ngày 18 tháng 8 năm 2015

Ngày 31.12.1981, Pérez de Cuéllar kế vị Kurt Waldheim làm Tổng Thư ký Liên Hợp Quốc và được tái cử cho nhiệm kỳ thứ hai trong tháng 10 năm 1986. Trong suốt 2 nhiệm kỳ này, ông đã làm trung gian hòa giải giữa Anh và Argentina về hậu quả của cuộc chiến tranh Falkland đồng thời thúc đẩy các nỗ lực của Contadora Group nhằm đem lại hòa bình và ổn định cho vùng Trung Mỹ. Ông cũng can dự vào các cuộc đàm phán để dành độc lập của Namibia, cuộc tranh chấp ở Tây Sahara giữa Maroc và Polisario Front, và vấn đề Cộng hòa Síp. Năm 1986 ông cũng làm chủ tịch Ủy ban trọng tài quốc tế trong Vụ Rainbow Warrior giữa New Zealand và Pháp. Ngay trước khi hết nhiệm kỳ thứ hai, ông đã bác bỏ một yêu cầu không chính thức của các thành viên Hội đồng Bảo an Liên Hợp Quốc yêu cầu ông xét lại quyết định trước đây của ông về việc không tranh cử một nhiệm kỳ thứ ba, được rút gọn còn 2 năm, để tìm một ứng viên kế vị được đồng thuận. Cuối tháng 12 năm 1991, đã tìm được một ứng viên thay thế ông, và nhiệm kỳ thứ hai của ông ở chức Tổng thư ký Liên Hợp Quốc đã kết thúc như dự định vào ngày 31.12.1991.

## Đời tư
Javier Pérez de Cuéllar gặp và kết hôn với bà Yvette Roberts khi làm đại sứ Peru tại Paris (bà này qua đời ở Lisbon năm 2013). Trong cuộc hôn nhân đầu tiên, ông có một con trai, (Francisco, sinh tại Paris), và một con gái, Agueda Cristina (sinh tại London).
Trong thời gian công tác ở Cộng hòa Síp, ông kết hôn với người vợ thứ hai, bà Marcela Temple Seminario (qua đời ở Bruxelle, năm 2013). Ông không có thêm con trong cuộc hôn nhân thứ hai này.

## Giải thưởng
- 1987: Giải thưởng Hoàng tử xứ Asturias
- 1987: Giải Jawaharlal Nehru
- 1988: Giải Olof Palme
- 1991: Giải thưởng Tự do
- Ngày 12.12.1991, tổng thống Mỹ George H. W. Bush đã trao tặng ông Huân chương Tự do Tổng thống
- 1992: Giải thưởng Tứ tự do
- Ngoài ra ông còn được tặng các bằng tiến sĩ danh dự của nhều trường đại học trên thế giới.